# Padało
Padało (bułg. Падало) – wieś w Bułgarii, w obwodzie Kyrdżali, w gminie Krumowgrad. W 2024 roku liczyła 17 mieszkańców.